# 当麻智徳
当麻 智徳（たいま の ちとこ）は、飛鳥時代から奈良時代にかけての貴族。名は智得とも記される。贈直大壱・当摩広麻呂の子とする系図がある。位階は従四位上。

## 経歴
持統天皇2年（688年）天武天皇の葬礼において皇祖の日継の次第（皇統譜）を誄にして奉り礼式のように行った（この時の冠位は直広肆）。持統天皇6年（692年）持統天皇の伊勢行幸に際して、紀弓張らと共に留守官を務める。
大宝元年（701年）大宝令における位階制度の制定を通じて従四位上に叙せられる。大宝3年（703年）持統天皇の葬儀において、諸王諸臣を率いて誄を奉り、慶雲4年（707年）文武天皇の葬儀でも同じく誄を奉っている。
和銅4年（711年）5月11日卒去。最終位階は従四位上。

## 官歴
『六国史』による。
- 持統天皇2年（688年）11月11日：見直広肆
- 持統天皇6年（692年）3月3日：見直広参
- 大宝3年（703年）12月17日：見従四位上
- 和銅4年（711年） 5月11日：卒去（従四位上）